# Міс Марпл
Джейн Марпл (англ. Jane Marple), відоміша як міс Марпл (англ. Miss Marple) — персонаж детективних творів Агати Крісті, яка вперше з'явилася в збірці оповідань «Тринадцять загадкових випадків» (англ. The Thirteen Problems). Міс Марпл — літня пані, детектив-аматор, що мешкає в невеличкому англійському селищі Сент-Мері-Мід.

## Історія персонажа
Вперше міс Марпл з'являється в короткій історії під назвою «Вечірній клуб по вівторках» (англ. "The Tuesday Night Club«), яка була опублікована в журналі „The Royal Magazine“ (грудень 1927 рік) і надалі стала першим розділом збірки оповідань „Тринадцять загадкових випадків“. Два роки по тому міс Марпл стає вже головною героїнею роману „Вбивство в будинку вікарія“ (англ. "The Murder at the Vicarage»).
Існує дві версії походження прізвища міс Марпл. За однією з них воно було «позичено» у будинку сім'ї Марплів, Марпл Хол (англ. Marple Hall), що знаходився поблизу будинку сестри Агати Крісті. Інша твердить, що прізвище походить від великого селища Марпл, графство Великий Манчестер, Англія, повз залізничну станцію якого проїжджала сама письменниця.
У 1940 році Агата Крісті написала роман «Забуте вбивство» (англ. "Sleeping Murder«), останнє із серії про міс Марпл, проте не стала його публікувати, щоб не засмучувати читачів, які очікували на нові пригоди старенької. Цей роман був опублікований лише в 1976 році, через деякий час після смерті самої Крісті. В період з 1942 по 1971 роки вийшло ще десять романів, в яких головною героїнею була міс Марпл.

## Оточення міс Марпл
Селище, в якому проживає міс Марпл, розташоване в графстві Редфордшир (англ. Radfordshire, згадується в романі „Тіло в бібліотеці“, однак в більш ранньому романі „Убивство в домі вікарія“ — селище розташовувалося в графстві Девоншир (англ. Downshire)) і знаходиться за 25 миль на південь від Лондона та приблизно за 12 миль від узбережжя.
Попри те, що міс Марпл здебільшого мешкає сама, вона має багато родичів та давніх друзів, які часто запрошують її на гостини. Найближчими її родичами є племінник Реймонд Вест, знаменитий письменник і поет та його дружина Джоана, художниця та мати двох хлопчиків. Вона також є двоюрідною сестрою Джайлза Ріда, який разом зі своєю дружиною Гвендою з'являються в романі „Забуте вбивство“.
Досить близькими знайомими міс Марпл є: полковник Артур та Доллі Бантрі, Джейсон Рейфаєл, інспектор Слак, полковник Мелчет, сер Генрі Клетерінг…

## Образ міс Марпл
Джейн Марпл — старенька пані, яка полюбляє доглядати за рослинами, що ростуть на її невеличкій грядці. Час від часу вона навідується до своїх знайомих чи родичів. Добре знається на квітах, інших рослинах та садівництві загалом.
Якщо в Сент-Мері-Мід або там, де міс Марпл перебуває в цей час, трапляється вбивство, вона одразу ж розпочинає власне розслідування (через це поліція ставиться до її присутності несхвально, хоча деякі поліційні чини, що зустрічалися зі старенькою раніше, ставляться до неї з повагою та радяться стосовно справи, яку розслідують) і завжди знаходить розгадку таємниці. Її сила, як детектива-аматора — гострий розум, широка поінформованість та досконале знання людської натури. Один з її „професійних методів“ — знайти в минулому рідного селища певний випадок, який би нагадував справу, що розслідується, та провести паралель між обставинами минулого і сучасними подіями.
Характерною рисою міс Марпл є те, що вона підозрює всіх, незалежно від репутації, суспільного статусу та особистих симпатій. Вона переконана, що будь-яка людина може скоїти злочин — справа лише за обставинами, які підбурюють її до цього. Вона оцінює факти такими, якими їх бачить. Багатий життєвий досвід дозволяє їй звертати увагу на деталі, які часто не помічає професійний детектив. Нарешті, зовнішність та приємні манери у спілкування дають їй можливість, не викликаючи підозри, розмовляти з людьми на різні теми, цікавитися їх приватним та сімейним життям, ставити різні нескромні питання та отримувати на них відповіді.

### Романи
- 1930 — Вбивство в будинку вікарія (англ. The Murder at the Vicarage)[a];
- 1942 — Тіло в бібліотеці (англ. The Body in the Library)[b];
- 1943 — Перст провидіння (англ. The Moving Finger)[c];
- 1950 — Оголошено вбивство (англ. A Murder is Announced);
- 1952 — Гра дзеркал (англ. They Do It with Mirrors);
- 1953 — Кишеня, повна жита (англ. A Pocket Full of Rye);
- 1957 — Поїзд о 4:50 з Педдінгтона (англ. 4.50 from Paddington);
- 1962 — Дзеркало тріснуло (англ. The Mirror Crack'd from Side to Side);
- 1964 — Карибська таємниця (англ. A Caribbean Mystery);
- 1965 — Готель «Бертрам» (англ. At Bertram's Hotel)[d];
- 1971 — Немезида (англ. Nemesis);
- 1976 — Забуте вбивство (англ. Sleeping Murder)[e].

### Збірки оповідань
- 1932 — Тринадцять загадкових випадків (англ. The Thirteen Problems);
- 1979 — Останні справи міс Марпл (англ. Miss Marple's Final Cases and Two Other Stories).

#### Збірки, куди входять окремі оповідання про міс Марпл
- 1936 — Таємниця регати та інші історії (англ. The Regatta Mystery);
- 1950 — Три сліпих мишеняти та інші історії (англ. Three Blind Mice and Other Stories);
- 1960 — Пригоди різдвяного пудингу (англ. The Adventure of the Christmas Pudding);
- 1961 — Подвійний гріх та інші історії (англ. Double Sin and Other Stories).

## Цікаві факти
- Повне зібрання творів про міс Марпл, що було видане у 2009 році в одному томі, потрапило до Книги рекордів Гіннесса як найтовща книга у світі. В даній книзі були 4032 сторінки, товщина становила 322 мм, а вага — 8,02 кг.
- Міс Марпл, окрім зазначених романів, також з'являється наприкінці роману „Справу закрито“ (автор Патриція Вентворт) як подруга міс Сільвер. Міс Сільвер є героїнею низки детективних романів Патриції Вентворт.

## Виноски
1. ↑  Інша назва — «Убивство в будинку пастора»
2. ↑  Інша назва — «Знахідка у бібліотеці»
3. ↑  Інша назва — «На кого вкаже палець»
4. ↑  Інша назва — «У готелі Бертрама»
5. ↑  Написаний в 1940, опублікований в 1976.